# Le 13 rose
Le 13 rose è un film del 2007 diretto da Emilio Martínez Lázaro.

## Ambientazione storica
Il 3 agosto del 1939, quando la guerra era già conclusa, tredici ragazze di età compresa tra i diciotto e i ventinove anni furono giudicate e accusate di distribuire volantini poco prima dell'entrata a Madrid delle truppe franchiste, avvenuta nel marzo dello stesso anno. Dato che all'epoca in Spagna si diventava maggiorenni a ventitré anni, nove delle ragazze erano ancora minorenni e, per poterle fucilare, ci si avvalse della nuova legge pubblicata solo pochi mesi prima che abbassava il limite per essere giustiziati a 14 anni per reati di responsabilità politica. In Spagna ci si riferisce al fatto e alle ragazze come alle "13 rose".

## Trama
A Madrid nel 1939, durante gli ultimi giorni della guerra civile spagnola, Virtudes e Carmen, due giovani idealiste e militanti repubblicane, incoraggiano i loro vicini a mantenere fiducia nella causa della Seconda Repubblica. Tuttavia l'ingresso delle truppe nazionaliste di Franco in città è imminente e temendo la sanguinosa repressione in arrivo, molti repubblicani fuggono dal Paese mentre altri non sono in grado o non vogliono farlo. Anche Julia, tranviera, e la sua amica Adelina, che lavora per la Croce Rossa, sono attive simpatizzanti della Repubblica spagnola. Mentre trascorrono una serata in una discoteca a guardare i musicisti che si esibiscono, ha luogo uno degli ultimi bombardamenti della città. In quelle terribili circostanze fanno amicizia con Blanca, la moglie di Enrique che è il leader della band dei musicisti.
Il trionfo delle truppe nazionaliste segna una svolta cupa nella vita di quelli che simpatizzavano per la Repubblica. Canepa, uno dei musicisti della band di Enrique, è un militante repubblicano e temendo per la propria vita decide di lasciare il Paese. Blanca gli dà dei soldi per aiutarlo nel suo cammino. Nel frattempo Julia inizia una relazione con il giovane soldato nazionalista Perico. Intanto si dice che ci sia stato un complotto per assassinare Franco al suo ingresso vittorioso nella capitale e i nazionalisti cercano vendetta. Sebbene le ragazze non abbiano nulla a che fare con questo, vengono prese di mira per le loro attività propagandistiche di sinistra. La prima ad essere arrestata è Julia, che, in breve tempo, viene sadicamente torturata per ordine di Fontenla, il gelido ufficiale incaricato degli interrogatori. Adelina, collaboratrice di Virtudes, come la maggior parte delle altre è membro di un gruppo socialista, viene denunciata dal suo stesso padre nell'ingenua convinzione che non le accadrà nulla di serio e che sia solo ricercata per essere interrogata.
Canepa e Teo vengono denunciati da amici e vicini e torturati. Canepa si suicida mentre è in arresto, Teo ha più fortuna e alla fine viene rilasciato a condizione che aiuti segretamente a identificare e catturare i suoi amici simpatizzanti della Repubblica. Con l'aiuto di Teo, una ad una le ragazze vengono arrestate e  incarcerate. Solo Carmen, la più giovane del gruppo, si accorge del doppio gioco di Teo ma viene anche lei arrestata. Anche Blanca subisce la stessa sorte perché ha dato dei soldi a Canepa. Dopo aver subito pesanti interrogatori della polizia, il gruppo di giovani donne viene infine trasferito in una prigione sovraffollata. La riunione delle ragazze in carcere serve come consolazione alle terribili circostanze e a un certo punto si divertono anche un po' a ballare il tip-tap. Le loro famiglie, incluso il padre addolorato di Adelina, sperano che alla fine vengano rilasciate.
Blanca è preoccupata per il figlio piccolo che è stata costretta a lasciare; il suo comportamento ammirevole e la sua serenità durante il carcere le fanno guadagnare il rispetto della donna responsabile del carcere. Tuttavia la loro situazione peggiora quando il gruppo di donne lamenta le pessime condizioni sanitarie dei bambini incarcerati con le loro madri. Per protesta si rifiutano di cantare le lodi del regime franchista. Il destino delle 13 giovani è segnato quando due ufficiali militari di cui uno era Isaac Gabaldón, comandante de la Guardia Civil e la figlia Pilar, una donna innocente di 17 anni, vengono uccisi a sangue freddo da un gruppo di militanti di sinistra. Come punizione il regime ordina l'esecuzione di alcuni prigionieri anche se non hanno nulla a che fare con quanto accaduto. Un tribunale militare condanna a morte 48 uomini e le 13 donne in meno di 48 ore. Carmen, la più giovane di tutte, è l'unica sopravvissuta del gruppo. Desolata, ascolta gli spari che uccidono i suoi amici terrorizzati. Il fotogramma finale del film afferma che la maggior parte del contenuto è verificabile dalla documentazione e che la sceneggiatura si basa fortemente sui dialoghi o sugli scritti dei personaggi centrali.

## Distribuzione
Il film è uscito nelle sale cinematografiche italiane il 28 agosto 2009.

### Edizione italiana
Il doppiaggio italiano de Le 13 rose è stato curato dalla CDC Sefit Group, su dialoghi e direzione del doppiaggio di Roberto Chevalier.

## Riconoscimenti
- 2008 – Premio Goya[2]
  - miglior attore non protagonista a José Manuel Cervino
  - miglior fotografia a José Luis Alcaine
  - miglior colonna sonora a Roque Baños
  - migliori costumi a Lena Mossum